# كسيوبيا أندروميدية
كسيوبيا أندروميدية (الاسم العلمي: Cassiopea andromeda) هي نوع من الحيوانات تتبع جنس الكسيوبيا من الفصيلة الكسيوبية.